# Szegvári Júlia
Szegvári Júlia (korábbi neve: Hasenfratz-Szegvári Júlia; Tatabánya, ? augusztus 15. –) magyar színésznő.

## Életpályája
A székesfehérvári Hermann László Zeneművészeti Szakközépiskolában érettségizett 2007-ben. 2011-2016 között a Kaposvári Egyetem színművész szakán tanult, Kocsis Pál osztályában. 2017-től a kecskeméti Katona József Színház tagja. Színészi munkái mellett, készít koreográfiákat és zeneszerzéssel is foglalkozik. 
Fia, Brúnó 2021-ben született.

## Fontosabb színházi szerepei
- William Shakespeare: Rómeó és Júlia... Montague-né
- Bertolt Brecht: Baal... Egy luk
- Arthur Miller: Az ügynök halála... Miss Forsythe
- Federico García Lorca: Vérnász... Szomszédasszony
- Witold Gombrowicz: Operett... Albertinka
- Michael Ende: A pokoli uncs-pancs... Miaurcella di Mauro (macska)
- Tim Firth: Naptárlányok... Lady Cravenshire, Brenda Hulse
- Szigligeti Ede – Mohácsi István – Mohácsi János: Liliomfi... Róza
- Móricz Zsigmond – Kocsák Tibor – Miklós Tibor: Légy jó mindhalálig... Török Ilonka kisasszony
- László Miklós – Mohácsi István – Mohácsi János: Illatszertár... Szereplő
- Kerékgyártó István: Rükverc... Szereplő
- Szergej Szergejevics Prokofjev: Péter és a farkas... Fülemüle
- Kálmán Imre: Csárdáskirálynő... Klementina grófnő, Orfi lány
- Eisemann Mihály – Békeffi István – Halász Imre: Egy csók és más semmi... Zöldhelyiné, Manci
- Szörényi Levente – Bródy János: Kőműves Kelemen... Asszony
- Fenyő Miklós – Tasnádi István: Made in Hungária... Vera
- Szente Vajk – Galambos Attila – Juhász Levente: A beszélő köntös... A lenhajú Bari Mária
- Szikora Róbert – Lezsák Sándor – Zsuffa Tünde: Az ég tartja a földet – Erzsébet, a szerelem szentje... Guda
- Németh Virág – Gioachino Rossini – Wolfgang Amadeus Mozart – Gaetano Donizetti: Túl az Óperencián... Kába Petra
- Tóth Kata: A jegesmedve szerelmese... Linka
- Juhász Levente – Kováts Vera: Kököjszi és Bobojsza... Mások

## Filmes és televíziós szerepei
- Csínyek (2010)
- Kívül csendesebb (2019)

## Színházi zenéiből
- Tótferi (Soltis Lajos Színház)
- Mika Myllyaho: Káosz (Kecskeméti Katona József Nemzeti Színház)
- Ferdinand von Schirach: Terror (Kecskeméti Katona József Nemzeti Színház)
- Molnár Ferenc: Liliom (Kecskeméti Katona József Nemzeti Színház)
- Tasnádi István: Memo- a felejtés nélküli ember (Kecskeméti Katona József Nemzeti Színház)
- Mark Haddon – Simon Stephens: A kutya különös esete az éjszakában (Budaörsi Latinovits Színház)

## Koreográfiái
- Szigligeti Ede – Mohácsi István – Mohácsi János: Liliomfi  (Kecskeméti Katona József Nemzeti Színház)
- Tóth Kata: A jegesmedve szerelmese  (Kecskeméti Katona József Nemzeti Színház)
- Csukás István: Utazás a szempillám mögött  (Kecskeméti Katona József Nemzeti Színház)
- Juhász Levente – Kováts Vera: Kököjszi és Bobojsza  (Kecskeméti Katona József Nemzeti Színház)

## Díjai
- Latabár-díj (2022)[4]
- Magyar Ezüst Érdemkereszt polgári tagozat (2023)[5]